# Mendive
Mendive är en kommun i departementet Pyrénées-Atlantiques i regionen Nouvelle-Aquitaine i sydvästra Frankrike. Kommunen ligger i kantonen Saint-Jean-Pied-de-Port som tillhör arrondissementet Bayonne. År 2022 hade Mendive 162 invånare.

## Befolkningsutveckling
Antalet invånare i kommunen Mendive
| Referens: INSEE |